# إسماعيل ديوماند

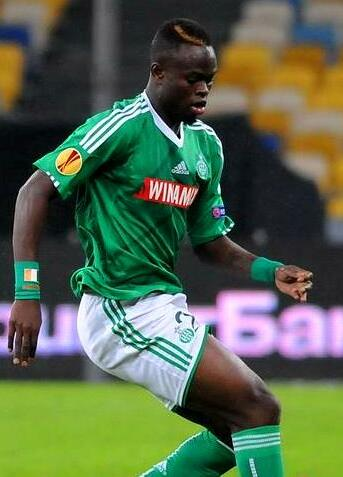

إسماعيل تييموكو ديوماندي (بالفرنسية: Ismaël Tiémoko Diomandé)‏ (ولد في 28 أغسطس 1992 في أبيدجان) لاعب كرة قدم دولي عاجي يلعب حاليا لصالح نادي سانت إتيان في خط الوسط منذ 2011.

## روابط خارجية
- إسماعيل ديوماند على موقع الاتحاد الدولي (مؤرشف)  (الإنجليزية)
- إسماعيل ديوماند على موقع اتحاد تركيا (لاعب) (الإنجليزية)
- إسماعيل ديوماند على موقع رابطة كرة القدم الفرنسية للمحترفين (الإنجليزية)
- إسماعيل ديوماند على موقع قاعدة بيانات كرة القدم.إي يو (الإنجليزية)
- إسماعيل ديوماند على موقع ليكيب (الفرنسية)
- إسماعيل ديوماند على موقع ناشيونال فوتبول تيمز (الإنجليزية)
- إسماعيل ديوماند على موقع Soccerway.com (الإنجليزية)
- إسماعيل ديوماند على موقع عالم كرة القدم.نت (الإنجليزية)
- إسماعيل ديوماند على موقع AS.com (الإسبانية)